# لوئیس بونوئل
لوییس بونوئل پورتولس (به اسپانیایی: Luis Buñuel Portolés) (۲۲ فوریهٔ ۱۹۰۰ – ۲۹ ژوئیهٔ ۱۹۸۳) فیلم‌ساز اسپانیایی بود که در کشورهای اسپانیا، مکزیک و فرانسه به فعالیت می‌پرداخت. از جمله آثار معروف او می‌توان به سگ اندلسی، ویریدیانا، میل مبهم هوس و جذابیت پنهان بورژوازی اشاره کرد.
وقتی که بونوئل در سن ۸۳ سالگی از دنیا رفت، در آگهی ترحیم او در نیویورک تایمز از او با صفاتی همچون «تابوشکن، معلم اخلاق، و انقلابی که در جوانی رهبر جنبش سورئالیسم آوانگارد بود و برای نیم‌قرن بعدی هم کارگردانی چیره‌دست بود»، یاد شده بود. منتقد سینما، راجر ابرت، از نخستین فیلم بونیوئل، تحت عنوان سگ اندلسی که در دوران سینمای صامت ساخته شده بود، به صورت «مشهورترین فیلم کوتاهی که تا به حال ساخته شده» یاد می‌کند و آخرین فیلم او که ۴۸ سال بعد ساخته شد، برنده جایزه بهترین کارگردان از طرف هیئت ملی نقد و بررسی فیلم و اجتماع ملی منتقدان سینما شد. اکتاویو پاز، نویسنده مکزیکی، آثار بونیوئل را «پیوند تصور فیلمی با تصور شعری که یک واقعیت جدید از نوع ویرانگر و فروپاشانه ایجاد کرده» توصیف کرده‌است.
بونوئل که اغلب با جنبش سورئالیسم دهه ۱۹۲۰ میلادی هم‌پیوند بود، از همان دهه تا دهه ۱۹۷۰ میلادی به ساخت فیلم مشغول بود. آثار او در دو قاره، سه زبان و تقریباً در تمام ژانرها از جمله فیلم تجربی، فیلم مستند، ملودرام، طنز، موزیکال، شهوانی، کمدی، عاشقانه، درام لباسی، فانتزی، جنایی، ماجراجویی و وسترن هستند. با وجود این گوناگونی، فیلم‌ساز جان هیوستون بر این باور بود که، علی‌رغم این گوناگونی در ژانر، هر یک از فیلم‌های بونوئل آن چنان شاخص است که فوراً می‌توان آن را تشخیص داد، یا، بر طبق گفته اینگمار برگمان، «بونوئل همیشه فیلم‌های بونوئلی می‌سازد.
شش فیلم بونیوئل در نظرسنجی منتقدان سال ۲۰۱۲ نشریهٔ سایت اند ساوند تحت عنوان «۲۵۰ فیلم برتر همه دوران‌ها» گنجانده شده‌است. ۱۵ فیلم او نیز از طرف «آنها فیلم ساختند، اینطور نیست؟» در فهرست ۱۰۰۰ فیلم برتر همه اعصار گنجانده شده‌است که باعث شده پس از جان فورد که ۱۶ فیلم در این فهرست دارد، در رتبه دوم قرار بگیرد. بونیوئل در فهرست ۲۵۰ کارگردان برتر از همین نشریه، در رده ۱۴ قرار دارد.

## سال‌های اولیه (۱۹۰۰–۱۹۲۴)
بونوئل در کالاندا متولد شد، شهری کوچک در استان تروئل در ناحیه آراگون اسپانیا. پدر او لئوناردو بونوئل، شخصی تحصیل‌کرده از خانواده‌ای با اصل و نصب از آراگون، و مادرش ماریا پورتولس بود که از شوهرش سال‌ها جوان‌تر بود و به خانواده‌ای ثروتمند و با نفوذ تعلق داشت. او بعدها زادگاهش را این‌گونه توصیف کرد که در کلاندا، «قرون وسطا تا جنگ جهانی اول ادامه داشت». لوییس که فرزند ارشد خانواده از مجموع هفت فرزند محسوب می‌شد، دو برادر به نام‌ها آلفونسو و لئوناردو و چهار خواهر به نام‌های آلیسیا، Concepción، مارگاریتا و ماریا داشت.
وقتی که بونوئل تنها چهار سال و نیم عمر داشت، خانواده او به ساراگوسا نقل مکان کردند، که در آنجا جزء ثروتمندترین خانواده‌های شهر محسوب می‌شدند. بونوئل در ساراگوسا، تحت تعلیم سخت‌گیرانه انجمن عیسی در Colegio del Salvador قرار گرفت. یک بار که بونوئل از طرف مراقب سالن مطالعه کتک خورد و تحقیر شد، دیگر به آن مدرسه برنگشت. او به مادرش گفته بود که او را اخراج کرده‌اند، که حقیقت نداشت. در واقع، او بالاترین نمره‌ها را در امتحان تاریخ جهان کسب کرده بود. بونوئل دو سال پایانی تحصیلات متوسطه‌اش را در یک مدرسه عمومی بومی به پایان رساند. بونوئل حتی در بچگی تا اندازه مهارت‌های سینمایی از خود نشان داده بود؛ دوستان آن دوره‌اش گفته‌اند که بونوئل با استفاده از یک فانوس جادو و یک ملافه، بر روی صفحه‌ای سایه می‌افکنده‌است. او همچنین در بوکس و نواختن ویولن استعداد خوبی داشت.
بونوئل در کودکی شخصی بسیار مذهبی بود، در کلیسا خدمت می‌کرد و هر روز در مراسم عشای ربانی شرکت می‌کرد. تا اینکه، در سن ۱۶ سالگی، او با دیدن فقدان عقلانیت در کلیسا و همین‌طور ثروت و قدرت آن، از مذهب انزجار پیدا کرد.
در سال ۱۹۱۷، او به دانشگاه کمپلوتنسه مادرید رفت و در ابتدا به تحصیل در رشته برزشناسی و سپس مهندسی صنایع پرداخت، اما در نهایت به فلسفه تغییر رشته داد. او در میان دیگر هنرمندان مهم اسپانیایی که در Residencia de Estudiantes زندگی می‌کردند، با سالوادور دالی (که بعدها نقاش برجسته‌ای شد) و فدریکو گارسیا لورکا (که بعدها شاعر برجسته‌ای شد)، رابطه دوستی صمیمی و نزدیکی برقرار کرد. این سه دوست که هسته اصلی جنبش آوانگارد سورئالیستی اسپانیا را تشکیل می‌دهند، در زمرده اعضای نسل ۲۷، به شهرت فراوانی رسیدند. بونوئل خصوصاً مجذوب لورکا شده بود، بونوئل بعدها در خودزندگی‌نامه خود نوشت که «ما همدیگر را مصرانه دوست داشتیم. هرچند که به نظر می‌رسید خصوصیات مشترک کمی با هم داشتیم، من ردنکی از آراگون بودم، و او یک آدم آراسته اندلسی بود. ما اکثر اوقات را با هم سپری می‌کردیم … شب‌هنگام پشت Residencia روی چمن‌های می‌نشستیم (در آن موقع، در آنجا فضاهای باز پهناوری که تا دوردست‌ها می‌رسید قرار داشت)، و او شعرهایش را برای من می‌خواند. او به آهستگی و به زیبایی می‌خواند و از طریق او من دنیای جدیدی را کشف کردم. رابطه او با دالی تا حدی متلاطم بود، رابطه آن‌ها به علت بیشتر شدن صمیمیت بین دالی و لورکا و همین‌طور ناخشنودی به خاطر موفقیت‌های اولیه‌ای که دالی در هنر کسب کرده بود، با حسادت همراه شده بود.
بونوئل از وقتی که ۱۷ ساله بود، کم و بیش با Concha Mendez، که در آینده تبدیل به شاعر و نمایش‌نامه‌نویسی ماهر تبدیل شد، قرار ملاقات می‌گذاشت و آن دو تابستان‌های خود را در سن سباستین می‌گذراندند، بونوئل او را به عنوان نامزدش به دوستانش در Residencia معرفی کرده بود. پس از پنج سال، او این رابطه را قطع کرد و بونوئل را «شخصی تحمل‌ناپذیر» توصیف کرد.
بونوئل در سال‌هایی که دانش‌آموز بود، تبدیل به یک هیپنوتیزم‌کننده چیره‌دست شده بود. او یک بار ادعا کرد که در حین آرامش دادن به یک فاحشه هیستریانیک از طریق تلقین هیپنوتیزم، به‌طور غیرعمدی یکی از چند رهگذری که در آنجا بوده‌اند را هم به حالت خلسه برده بوده‌است. او اغلب تأکید داشت که تماشا کردن فیلم، یک جور هیپنوتیزم است: «این نوع هیپنوتیزم سینمایی یقیناً بابت تاریکی تئاتر و تعویض سریع صحنه‌ها، نورها و حرکات دوربین است، که باعث می‌شود هوش حیاتی تماشاگر ضعیف شود و یک جور شیدایی وادارد.
علاقه بونوئل به فیلم با دیدن فیلمی از فریتس لانگ به نام سرنوشت تشدید شد: «من به شکل کاملاً دگرگون‌شده از تالار Vieux Colombier بیرون آمدم. تصاویر برای من می‌توانستند، و تبدیل شده بودند به راه اصلی ابراز احساسات. من تصمیم گرفتم خودم را وقف سینما کنم». بونوئل در سن ۷۲ سالگی، هنوز هم اشتیاق خود به این فیلم را از دست نداده بود و از لانگ هشتادساله درخواست امضا کرد.

## دوران فعالیت

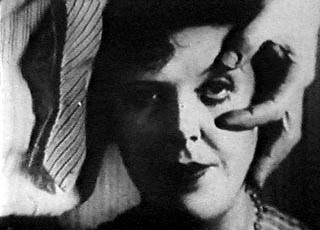
تصویری از فیلم still

### دوره اول در فرانسه (۱۹۲۵–۱۹۳۱)
در سال ۱۹۲۵، بونوئل به پاریس رفت و در آنجا به عنوان یک دفتردار در سازمانی به نام انجمن بین‌المللی همکاری‌های فکری مشغول به کار شد. او همچنین به شکل فعالانه‌ای درگیر سینما و تئاتر شد و تا سه بار در روز هم به تماشای فیلم می‌نشست. به‌واسطه همین علاقه‌مندی‌ها، با تعدادی از افراد پرنفوذ آشنا شد، از جمله پیانیستی به نام Ricardo Viñes که نقش مؤثری در انتخاب بونوئل به عنوان کارگردان هنری یکی از اپراهای عروسکی مانوئل د فایا به نام El retablo de maese Pedro در سال ۱۹۲۶ داشت.
او تصمیم گرفته بود که وارد صنعت فیلم شود و در یک مدرسه خصوصی تدریس فیلم که توسط ژان اپستاین و همکارانش اداره می‌شد، ثبت نام کرد. در آن موقع، Epstein یکی از نامدارترین کارگردانان تجاری بود که در فرانسه کار می‌کرد. طولی نکشید که بونوئل در نقش دستیار کارگردان برای Epstein در فیلم‌های Mauprat (۱۹۲۶) و La chute de la maison Usher (۱۹۲۸) و همین‌طور برای Mario Nalpas هم در فیلم‌های La Sirène des Tropiques (1927) (که در آن ژوزفین بیکر بازی می‌کند) مشغول به کار شد. او در بخش‌های کوچکی از فیلم Carmen ساخته Jacques Feyder در سال ۱۹۲۶، در نقش قاچاقچی به روی صحنه رفته‌است.
وقتی که بونوئل تا حدی به‌طور تمسخرآمیزی به خواسته Epstein مبنی بر کمک کردن به منتور اپستاین، ابل گانس تن درنداد (که گانس در آن هنگام بر روی فیلم ناپلئون کار می‌کرد)، اپستاین خشمگینانه او را اخراج کرد و به او گفت «چطور یک عوضی حقیری مثل تو جرئت می‌کند این‌طور در مورد کارگردان بزرگی همچون Gance صحبت کند؟» سپس ادامه داد که «تو به نظر می‌رسد کمی سورئالیستی. مراقب سورئالیست‌ها باش، اونها آدم‌های خل و چلی هستند.»
بونوئل پس از جدا شدن از اپستاین، به عنوان یک منتقد فیلم برای La Gaceta Literaria (سال ۱۹۲۷) و Les Cahiers d'Art (سال ۱۹۲۸) کار کرد. بونوئل و دالی در نشریه‌های دوره‌ای L'Amic de les Arts و La gaseta de les Arts، یکسری مقالات (اعلام و پاسخ) راجع به سینما و تئاتر می‌نوشتند و در آن‌ها در مورد مسائل تکنیکی همچون قطعه‌بندی، دکوپاژ، «فوتوژنیا» و ویراستاری ریتمیک می‌پرداختند. او همچنین با نویسنده نامدار Ramón Gómez de la Serna بر روی فیلم‌نامه‌ای که کار می‌کرد که امیدوار بود تبدیل به اولین فیلمش شود، «داستانی در شش صحنه» به نام Los caprichos. به‌واسطه مشارکتش در Gaceta Literaria او به تأسیس شدن اولین باشگاه سینمایی مادرید کمک کرد و اولین مدیر آن بود.
در همین اوقات بود که او با همسر آینده‌اش، Jeanne Rucar، معلم ژیمناستیک که مدال برنز المپیک هم دریافت کرده بود، آشنا شد. بونوئل به شیوه رسمی آراگونی، با یک ندیمه، از او خواستگاری کرد و آن‌ها در سال ۱۹۳۴ ازدواج کردند، علی‌رغم این که اولین باری که بونوئل در سال ۱۹۳۰ از او خواستگاری کرد، Jeanne هشداری از طرف Jean Epstein به این مضمون دریافت کرده بود: «Jeanne، تو داری اشتباه می‌کنی… این آدم مناسبی برای تو نیست، با او ازدواج نکن». آن دو در سرتاسر زندگی خود زن و شوهر باقی ماندند و دو پسر به نام‌های Juan-Luis و Rafael داشتند. دیگو بونوئل، فیلمساز و مجری سری به مادرم خبر نده که از شبکه نشنال جئوگرافیک پخش می‌شود، نوه آنهاست.

### سگ اندلسی (۱۹۲۹)
بونوئل پس از دوره شاگردی، فیلم کوتاهی به نام سگ اندلسی را با همکاری سالوادور دالی نوشت و کارگردانی کرد. این فیلم که با هزینه مادر بونوئل ساخته شده، از یک سری تصورات هولناکی از نوع فرویدی تشکیل شده‌است، این فیلم با صحنه بریدن کره چشم یک زن با تیغ ریش‌تراشی آغاز می‌شود. این فیلم مورد تحسین شورانگیز جنبشی نوپا به نام فراواقع‌گرایی که در آن هنگام در فرانسه در حال شکل‌گیری بود، قرار گرفت و تا به امروز هم به‌طور پیوسته در محافل سینمایی به نمایش درمی‌آید.
فیلم‌نامه سگ اندلسی ظرف شش روز در منزل شخصی دالی در Cadaqués نوشته شد. بونوئل در نامه‌ای به یک دوست که در فوریه ۱۹۲۹ نوشته شده، فرایند نوشتن فیلم‌نامه را توصیف کرده‌است، «ما باید دنبال یک طرح داستانی می‌گشتیم. دالی به من گفت، «من دیشب خواب دیدم که مورچه‌ها در دستم وول می‌خورند» و من هم گفتم «خدایا ممنون، و من خواب دیدم که یک نفر را یا چشم شخص دیگری را بریده‌ام. همین فیلم است، بیا بریم بسازیم‌ش». بونوئل و دالی برخلاف رویکردی که Jean Epstein و همتایانش داشتند که هرگز هیچ چیز را به شانس وابسته نمی‌کردند و هر تصمیمی دلایل منطقی خودش را داشت و با کل کار هماهنگ بود، بونوئل و دالی تمامی ارتباطات منطقی بین بخش‌های فیلم را حذف کرده بودند. به گفته بونوئل، «قوانین ما بسیار ساده بود: ایده یا تصوری که ممکن بود هر نوعی توضیح منطقی داشته باشد، مورد پذیرش قرار نمی‌گرفت. ما باید همه درها را به سوی ناخردورزی باز می‌کردیم و تنها آن تصوراتی را نگه می‌داشتیم که باعث تعجب ما می‌شد، بدون اینکه بخواهیم توضیح دهیم چرا».
هرچند که سگ اندلسی یک فیلم صامت است، در حین اولین بار اکران فیلم (که نخبگان محفل هنری پاریس هم آنجا حضور داشتند)، بونوئل یک سری آهنگ‌های گرامافونی پخش می‌کرد که در حین پخش، خودش به صورت دستی صفحات گرامافون را تعویض می‌کرد، در حالی که در جیب‌هایش پر از سنگ‌هایی بود که قرار بود این سنگ‌ها را به سوی کسانی که با سر و صدا مزاحم پخش فیلم می‌شدند، پرتاب کند. بونوئل و دالی از طریق این فیلم، تبدیل به اولین فیلم‌سازانی شدند که رسماً از طرف رهبر جنبش فراواقع‌گرایی، آندره بروتون، در رسته سورئالیست‌ها قرار گرفتند، تاریخ‌نگار سینما، Georges Sadoul، در این مورد می‌گوید: «یک شب تابستانی، برتون آن دو را به جای همیشگی ما دعوت کرد. دالی چشمان بزرگ، وقار و کمرویی یک آهو را داشت. از نظر ما، بونوئل، هیکلی پهلوانی داشت و چشمان سیاهش کمی ورقلمبیده بودند، او درست همان‌طوری به نظر می‌رسید که در فیلم سگ اندلسی مشغول تیز کردن تیغ ریش‌تراشی بود که قرار بود با آن، آن چشم باز را به دو نیم تقسیم کند».

### دوران طلایی (۱۹۳۰)
در اواخر ۱۹۲۹، بونوئل و دالی به خاطر سگ اندلسی، از طرف Marie-Laurie و Charles de Noailles، صاحبان یک سینمای خصوصی در Place des États-Unis و حمایت‌کنندگان مالی کارهای Jacques Manuel, Man Ray و Pierre Chenal، سفارش شده بودند تا فیلم کوتاه دیگری بسازند. در ابتدا قصد بر این بود تا این فیلم هم از مدت زمانی به همان اندازه مدت زمان سگ اندلسی برخوردار باشد، اما این بار صدا هم چاشنی کار شده باشد. در اواسط ۱۹۳۰، این فیلم که به‌طور بخش‌بخش‌شده بود، به مدت زمانی نزدیک به یک ساعت رسیده بود. بونوئل از اینکه مدت زمان فیلم بیش از دو برابر چیزی شده بود که قرار بود باشد و بوجه فیلم هم متعاقب آن دو برابر شده بود، پیشنهاد کرد تا فیلم کوتاه شود و به اندازه اولیه آن برگردد، اما Noailles همان نسخه طولانی و نزدیک به یک‌ساعته را پسند کرد.
در ابتدا دالی هم مجدداً در این فیلم که دوران طلایی یا L'Age d'Or نام گرفته بود، همکاری کرد، اما در حین کار بر روی سناریو، مشاجره‌ای بین آن دو پیش آمد؛ بونوئل که در آن موقع تمایلات چپ‌گرانه قوی داشت، در نظر داشت تا در فیلم تمام نهادهای بورژوا را عمداً زیر سؤال ببرد، در حالی که دالی، که در نهایت به حمایت از دیکتاتور ملی‌گرای اسپانیا، فرانسیسکو فرانکو و تعدادی شخصیت آریستوکراسی اروپایی دیگر پرداخته بود، قصد داشت با استفاده از یکسری تصورات ضدکاتولیکی و سرگین‌گرایی، صرفاً دست به یک آبروریزی مذهبی بزند. این اختلاف عقیده بین آنها وقتی بدتر شد که در یک ضیافت شام در Cadaqués، بونوئل سعی کرد دوست‌دختر دالی، Gala که همسر شاعر سورئالیست، پل الوار بود را خفه کند. متعاقب آن، دالی دیگر در فیلمبرداری فیلم نقشی ایفا نکرد. در حین تهیه فیلم، بونوئل از هر صحنه تنها یک بار برداشت انجام می‌داد و همچنین صحنه‌ها را به ترتیبی که در فیلم‌نامه آمده بودند فیلمبرداری کرد تا بتواند بی‌اطلاعی خود از فیلم‌سازی را جبران کند. بونوئل از دوستان و آشنایانش دعوت کرد تا به صورت رایگان به ایفای نقش در فیلم بپردازند. برای مثال، به هر کسی که لباس تاکسیدو یا فراک مهمانی داشت، نقشی در سکانس سالن داده شد.
دالی فیلم دوران طلایی را به عنوان حمله‌ای عمدی به کاتولیسیزم (Catholicism) طور علنی تحسین کرد و این باعث شد رسوایی بزرگتری نسبت به فیلم سگ اندلسی به بار آید. فیلم «به خاطر نظرم عمومی» ممنوعه اعلام شد. از جمله اولین دفعاتی که فیلم به روی پرده رفت، کاتولیک‌هایی از League of Patriots و Anti-Jewish Youth Group در آنجا حضور داشتند که بر روی پردهٔ فیلم جوهر صورتی پاشیدند و حتی به خرابکاری در یک نگارخانهٔ هنری که در همان نزدیکی قرار داشت پرداختن که باعث شد تعدادی از نقاشی‌های ارزشمند سورئالیستی نابود شود. Noailles که هر دو کاتولیک بودند، به خاطر صحنهٔ کفرآمیزی که در آنهای فیلم قرار دارد (و به صورت بصری مسیح را با نوشته‌های مارکی دو ساد پیوند می‌دهد) از طرف واتیکان تهدید به تکفیر شدن شدند، بنابراین آن‌ها در سال ۱۹۳۴ تصمیم گرفتند که تمام نسخه‌های فیلم را جمع‌آوری کنند. فیلم دوران طلایی تا سال ۱۹۷۹ و پس از مرگ آن‌ها دوباره هرگز به نمایش درنیامد. جنجال آنقدر زیاد بود که نمایش یک فیلم دیگر که حامیان مالی آن هم Noailles بودند، The Blood of a Poet اثر Jean Cocteau، می‌بایست برای بیش از دو سال به تأخیر می‌افتاد تا اینکه مخالفت‌ها علیه فیلم دوران طلایی فروکش کند. برای تحت فشار گذاشتن Charles de Noailles او را مجبور کردند تا از عضویتش در Jockey Club انصراف دهد.
در همین اوقات رسوایی به‌وجود آمده از این فیلم باعث موفقیتی هم برای بونوئل و هم برای هنرپیشهٔ نقش اول فیلم، Lya Lys شد که هر دو از طرف Metro-Goldwyn-Mayer پیشنهاد دریافت کردند و با هزینه این استودیو، به هالیوود رفتند. بونوئل در ایالات متحده، با دیگر افراد سرشناس تبعیدی از جمله سرگئی آیزنشتاین، برتولت برشت، جوزف فون اشترنبرگ و Jacques Feyder و چارلی چاپلین آشنا شد. تمام کاری که MGM از بونوئل می‌خواست این بود که بونوئل «کمی با روش‌های فیلم‌سازی آمریکایی آشنا شود». وقتی که یک بار به سرزده به سر صحنهٔ فیلمبرداری رفته بود، دربان او را به دستور Greta Garbo بیرون انداخت که باعث ناراحتی او شد و این بود که او تصمیم گرفت در خانه بماند و تنها برای گرفتن حقوق از خانه خارج شود. تنها مشارکت عمدهٔ او با MGM وقتی اتفاق افتاد که نقش کوچکی در فیلم La Fruta Amarga که یک بازسازی از فیلم Min and Bill بود، ایفا کرد. پس از چند ماه، وقتی از او خواسته شد بازی آزمایشی Lili Damita را ببیند و نظرش را راجع به لهجهٔ اسپانیایی او بیان کند، او از انجام این کار امتناع ورزید و پیغامی برای رئیس استودیو Irving Thalberg فرستاد مبنی بر اینکه او به عنوان یک فرانسوی در آنجاست، نه به عنوان یک اسپانیایی و همچنین «وقتی ندارند تا آن را به شنیدن حرف‌های یک روسپی تلف کند».

## زندگی
هر چند بونوئل به اعتبار محل تولدش فیلم‌ساز اسپانیایی نامیده می‌شود اما نخستین فیلمش، سگ اندلسی، را به همراه سالوادور دالی در فرانسه ساخت و بیشترین فیلم‌هایش را نیز در مکزیک و فرانسه ساخته‌است. او در خلال جنگ جهانی دوم و پس از آن، ملیت آمریکایی را برگزید. آخرین فیلم‌هایش نیز در فرانسه ساخته شده‌است.
او در جوانی با دالی و فدریکو گارسیا لورکا دوست بود و در میان‌سالی به عنوان روزنامه‌نگاری چپ‌گرا با جمهوری‌خواهان اسپانیا علیه فرانکو فعالیت می‌کرد.
هر چند نخستین فیلم خود را در قبل از سی سالگی ساخت اما بزرگ‌ترین و مشهورترین فیلم‌هایش را از شصت سالگی به بعد کارگردانی کرد. وقتی بونوئل در جوانی به فرانسه رفت سوررآلیست‌ها تأثیر فراوانی بر او گذاشتند. در اکثر فیلم‌های او مرز بین واقعیت و رؤیا آنچنان مخدوش است که نمی‌توان به روشنی نماهایی واقعی و رؤیایی را از هم جدا کرد. برخی از منتقدان او را پدر سینمای فراواقع‌گرا خوانده‌اند.

## فیلم‌شناسی
| سال  | نام فیلم                          | محل ساخت                 | یادداشت                                                                     |
| ---- | --------------------------------- | ------------------------ | --------------------------------------------------------------------------- |
| ۱۹۲۹ | سگ اندلسی                         | فرانسه                   | به همراه سالوادور دالی                                                      |
| ۱۹۳۰ | عصر طلایی                         | فرانسه                   |                                                                             |
| ۱۹۳۳ | سرزمین بی‌نان یا هوردها زمین بی‌نان | اسپانیا                  |                                                                             |
| ۱۹۴۶ | کازینوی بزرگ                      | مکزیک                    |                                                                             |
| ۱۹۴۹ | جمجمهٔ بزرگ                        | مکزیک                    |                                                                             |
| ۱۹۵۰ | فراموش‌شدگان                       | مکزیک                    |                                                                             |
| ۱۹۵۰ | سوزانا                            | مکزیک                    |                                                                             |
| ۱۹۵۰ | دختر انگانیو                      | مکزیک                    | (به نام دختر فریب هم در فارسی خوانده می‌شود.)                                |
| ۱۹۵۱ | زنی بدون عشق                      | مکزیک                    |                                                                             |
| ۱۹۵۱ | صعود به آسمان                     | مکزیک                    |                                                                             |
| ۱۹۵۲ | قوی‌پنجه                           | مکزیک                    |                                                                             |
| ۱۹۵۳ | ال                                | مکزیک                    |                                                                             |
| ۱۹۵۴ | رابینسون کروزوئه                  | مکزیک، آمریکا            |                                                                             |
| ۱۹۵۴ | بلندی‌های بادگیر                   | مکزیک                    |                                                                             |
| ۱۹۵۴ | وهم با تراموا سفر می‌کند           | مکزیک                    |                                                                             |
| ۱۹۵۴ | رودخانهٔ مرگ                       | مکزیک                    |                                                                             |
| ۱۹۵۵ | زندگی جنایت‌بار آرچیبالدو دلا کروز | مکزیک                    |                                                                             |
| ۱۹۵۵ | نام‌اش سپیده دم است                | فرانسه، ایتالیا          |                                                                             |
| ۱۹۵۶ | مرگ در باغ                        | فرانسه، مکزیک            |                                                                             |
| ۱۹۵۸ | نازارین                           | مکزیک                    | (به نام ناصری هم در فارسی خوانده می‌شود.)                                    |
| ۱۹۵۹ | تب درال پائو بالا می‌گیرد          | فرانسه، مکزیک            |                                                                             |
| ۱۹۶۰ | دختر جوان                         | مکزیک، آمریکا            |                                                                             |
| ۱۹۶۱ | ویریدیانا                         | اسپانیا                  | برنده نخل طلا در جشنواره کن                                                 |
| ۱۹۶۲ | ملک‌الموت                          | مکزیک، اسپانیا           | نامزد نخل طلای جشنواره کن                                                   |
| ۱۹۶۳ | خاطرات یک کلفت                    | فرانسه                   |                                                                             |
| ۱۹۶۵ | شمعون صحرا                        | مکزیک                    |                                                                             |
| ۱۹۶۶ | زیبای روز                         | فرانسه                   |                                                                             |
| ۱۹۶۹ | راه شیری                          | فرانسه، ایتالیا          |                                                                             |
| ۱۹۷۰ | تریستانا                          | اسپانیا، فرانسه، ایتالیا | نامزد اسکار بهترین فیلم خارجی زبان                                          |
| ۱۹۷۲ | جذابیت پنهان بورژوازی             | فرانسه                   | برنده جایزه اسکار بهترین فیلم خارجی زبان همچنین نامزد اسکار بهترین فیلمنامه |
| ۱۹۷۴ | شبح آزادی                         | فرانسه                   |                                                                             |
| ۱۹۷۷ | میل مبهم هوس                      | فرانسه                   | نامزد اسکار بهترین فیلم خارجی زبان                                          |

## جایزه‌ها
| سال  | رتبه                             | نام فیلم    |
| ---- | -------------------------------- | ----------- |
| ۱۹۵۱ | برنده بهترین کارگردان جشنواره کن | فراموش‌شدگان |
| ۱۹۵۱ | نامزد جایزه بزرگ جشنواره کن      | فراموش‌شدگان |
| ۱۹۵۲ | نامزد جایزه بزرگ جشنوراه کن      | قوی‌پنجه     |
| ۱۹۵۳ | نامزد جایزه بزرگ جشنواره کن      | او          |
| ۱۹۵۹ | نامزد نخل طلای جشنواره کن        | نازارین     |
| ۱۹۵۹ | برنده جایزه بین‌الملل جشنواره کن  | ملک‌الموت    |
| ۱۹۶۰ | نامزد نخل طلای جشنوراه کن        | دختر جوان   |
| ۱۹۶۱ | برنده نخل طلای جشنواره کن        | ویردیانا    |
| ۱۹۶۲ | نامزد نخل طلای جشنواره کن        | ملک‌الموت    |